# Lampranthus

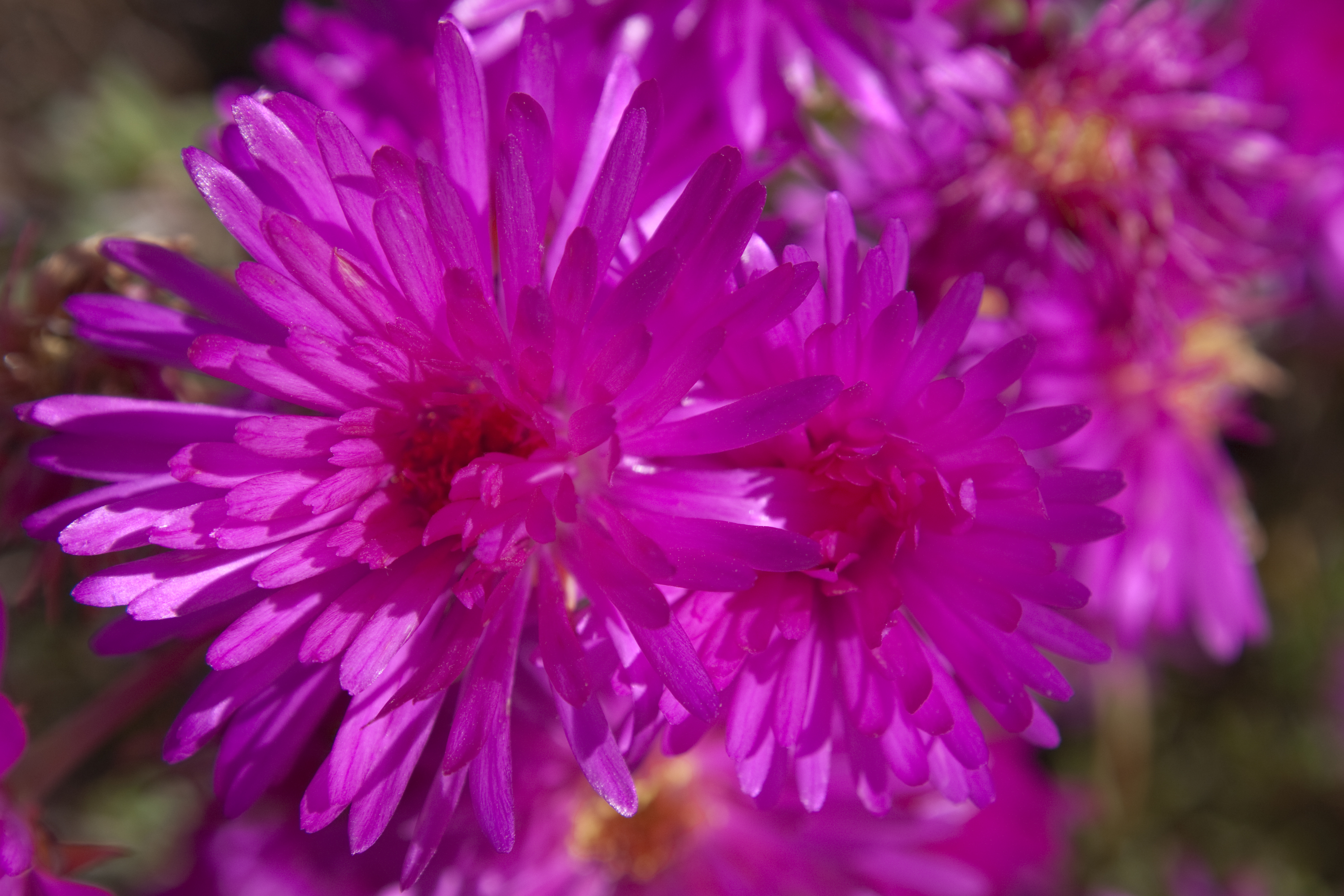
Blüten von Lampranthus multiradiatus

Lampranthus ist eine Pflanzengattung aus der Familie der Mittagsblumengewächse (Aizoaceae). Der botanischen Name leitet sich von den griechischen Worten lampros für ‚leuchtend‘ sowie anthos für ‚Blüte‘ ab und verweist auf die hell leuchtenden Blüten der meisten Arten.

## Beschreibung
Die Arten der Gattung Lampranthus sind aufrechte bis kriechende Sträucher, häufig mit merklich roten Trieben. Ihre paarigen, zylindrischen oder dreiseitigen Laubblätter sind fast nicht miteinander verwachsen und nur mäßig xeromorph. Sie sind bis zu 5 Zentimeter lang. Die Blattoberfläche ist glatt und nur gelegentlich gepunktet.
Die Blüten erscheinen einzeln oder in größeren Dichasien und stehen in der Regel an kurzen Stielen. Sie erreichen einen Durchmesser von bis zu 6 Zentimeter. Es sind fünf Kelchblätter vorhanden. Die zahlreichen Kronblätter sind häufig glänzend und leuchtend gefärbt. Sie sind weiß, gelb, orange, rot oder purpurn. Filamentöse Staminodien sind in der Regel vorhanden. Das Nektarium bildet einen unscheinbaren, fein gekerbten Ring.
Die fünffächrigen, dunkelbraunen Kapselfrüchte sind lang ausdauernd. Ihre Basis ist lang trichterförmig bis glockenförmig, die Spitze erhaben. Die meist rechteckige Klappenflügel sind groß. Die Quellleisten laufen auseinander, die Fächerdecken sind kräftig. Verschlusskörper sind nicht vorhanden. Die Früchte enthalten braune, birnenförmige Samen, die mehr oder weniger glatt bis etwas papillös sind.

## Verbreitung
Das Verbreitungsgebiet der Gattung Lampranthus erstreckt sich in einem breiten Band entlang der Küsten beginnend südlich von Lüderitz in Namibia über die südafrikanischen Provinzen Ostkap, KwaZulu-Natal, das Namaqualand, sowie die Provinzen Nordkap und Westkap. Der Großteil der Arten wächst in den in Winterregengebieten beim Kap der Guten Hoffnung. Die Arten sind in sehr unterschiedlichen Habitaten verbreitet. Sie wachsen an sandigen Standorten entlang der Küste oder auf Schiefer- oder Lehmebenen. Häufig sind sie in felsigen Gebieten und auf Sandsteinböden zu finden.

## Systematik
Die Erstbeschreibung der Gattung durch Nicholas Edward Brown wurde 1930 veröffentlicht. Die Typusart ist Lampranthus multiradiatus. Nach Heidrun Hartmann (2017) umfasst die Gattung Lampranthus folgende Arten:
- Lampranthus acrosepalus (L.Bolus) L.Bolus
- Lampranthus acutifolius (L.Bolus) N.E.Br.
- Lampranthus aduncus (Haw.) N.E.Br.
- Lampranthus aestivus (L.Bolus) L.Bolus
- Lampranthus affinis L.Bolus
- Lampranthus algoensis L.Bolus
- Lampranthus altistylus N.E.Br.
- Lampranthus amabilis L.Bolus
- Lampranthus amoenus (Salm-Dyck ex DC.) N.E.Br.
- Lampranthus antemeridianus (L.Bolus) L.Bolus
- Lampranthus antonii L.Bolus
- Lampranthus arbuthnotiae (L.Bolus) L.Bolus
- Lampranthus arenosus (L.Bolus) L.Bolus
- Lampranthus argenteus (L.Bolus) L.Bolus
- Lampranthus argillosus L.Bolus
- Lampranthus aureus (L.) N.E.Br.
- Lampranthus austricola (L.Bolus) L.Bolus
- Lampranthus baylissii L.Bolus
- Lampranthus berghiae (L.Bolus) L.Bolus
- Lampranthus bicolor (L.) N.E.Br.
- Lampranthus blandus (Haw.) Schwantes
- Lampranthus borealis L.Bolus
- Lampranthus brachyandrus (L.Bolus) N.E.Br.
- Lampranthus brevistaminus (L.Bolus) L.Bolus
- Lampranthus brownii (Hook.f.) N.E.Br.
- Lampranthus caespitosus (L.Bolus) N.E.Br.
- Lampranthus calcaratus (Wolley-Dod) N.E.Br.
- Lampranthus candidus L.Bolus
- Lampranthus capillaceus (L.Bolus) N.E.Br.
- Lampranthus caudatus L.Bolus
- Lampranthus ceriseus (L.Bolus) L.Bolus
- Lampranthus citrinus (L.Bolus) L.Bolus
- Lampranthus coccineus (Haw.) N.E.Br.
- Lampranthus conspicuus (Haw.) N.E.Br.
- Lampranthus coralliflorus (Salm-Dyck) N.E.Br.
- Lampranthus creber L.Bolus
- Lampranthus curviflorus (Haw.) H.E.K.Hartmann
- Lampranthus curvifolius (Haw.) N.E.Br.
- Lampranthus cyathiformis (L.Bolus) N.E.Br.
- Lampranthus debilis (Haw.) N.E.Br.
- Lampranthus deflexus (Aiton) N.E.Br.
- Lampranthus densifolius (L.Bolus) L.Bolus
- Lampranthus densipetalus (L.Bolus) L.Bolus
- Lampranthus dependens (L.Bolus) L.Bolus
- Lampranthus diffusus (L.Bolus) N.E.Br.
- Lampranthus dilutus (L.Bolus) N.E.Br.
- Lampranthus disgregus N.E.Br.
- Lampranthus diutinus (L.Bolus) N.E.Br.
- Lampranthus dregeanus (Sond.) N.E.Br.
- Lampranthus dulcis (L.Bolus) L.Bolus
- Lampranthus dyckii (A.Berger) N.E.Br.
- Lampranthus egregius (L.Bolus) L.Bolus
- Lampranthus elegans (Jacq.) Schwantes
- Lampranthus emarginatoides (Haw.) N.E.Br.
- Lampranthus emarginatus (L.) N.E.Br.
- Lampranthus ernestii (L.Bolus) L.Bolus
- Lampranthus esterhuyseniae L.Bolus
- Lampranthus eximius L.Bolus
- Lampranthus explanatus (L.Bolus) N.E.Br.
- Lampranthus falcatus (L.) N.E.Br.
- Lampranthus falciformis (Haw.) N.E.Br.
- Lampranthus fergusoniae (L.Bolus) L.Bolus
- Lampranthus filicaulis (Haw.) N.E.Br.
- Lampranthus flexifolius (Haw.) N.E.Br.
- Lampranthus flexilis (Haw.) N.E.Br.
- Lampranthus foliosus L.Bolus
- Lampranthus formosus (Haw.) N.E.Br.
- Lampranthus framesii (L.Bolus) N.E.Br.
- Lampranthus fugitans L.Bolus
- Lampranthus furvus (L.Bolus) N.E.Br.
- Lampranthus galpiniae (L.Bolus) L.Bolus
- Lampranthus glaucoides (Haw.) N.E.Br.
- Lampranthus glaucus (L.) N.E.Br.
- Lampranthus globosus (L.Bolus) L.Bolus
- Lampranthus glomeratus (L.) N.E.Br.
- Lampranthus godmaniae (L.Bolus) L.Bolus
- Lampranthus gracilipes (L.Bolus) N.E.Br.
- Lampranthus hallii L.Bolus
- Lampranthus haworthii (Haw.) N.E.Br.
- Lampranthus hoerleinianus (Dinter) Friedrich
- Lampranthus holensis L.Bolus
- Lampranthus hollandii (L.Bolus) L.Bolus
- Lampranthus hurlingii (L.Bolus) L.Bolus
- Lampranthus imbricans (Haw.) N.E.Br.
- Lampranthus immelmaniae (L.Bolus) N.E.Br.
- Lampranthus inaequalis (Haw.) N.E.Br.
- Lampranthus inconspicuus (Haw.) Schwantes
- Lampranthus incurvus (Haw.) Schwantes
- Lampranthus intervallaris L.Bolus
- Lampranthus laetus (L.Bolus) L.Bolus
- Lampranthus lavisii (L.Bolus) L.Bolus
- Lampranthus laxifolius (L.Bolus) N.E.Br.
- Lampranthus leightoniae (L.Bolus) L.Bolus
- Lampranthus leipoldtii (L.Bolus) L.Bolus
- Lampranthus leptaleon (Haw.) N.E.Br.
- Lampranthus leptosepalus (L.Bolus) L.Bolus
- Lampranthus lewisiae (L.Bolus) L.Bolus
- Lampranthus liberalis (L.Bolus) L.Bolus
- Lampranthus littlewoodii L.Bolus
- Lampranthus longistamineus (L.Bolus) N.E.Br.
- Lampranthus macrocarpus (A.Berger) N.E.Br.
- Lampranthus macrosepalus (L.Bolus) L.Bolus
- Lampranthus macrostigma L.Bolus
- Lampranthus magnificus (L.Bolus) N.E.Br.
- Lampranthus marcidulus N.E.Br.
- Lampranthus martleyi (L.Bolus) L.Bolus
- Lampranthus maturus N.E.Br.
- Lampranthus matutinus (L.Bolus) N.E.Br.
- Lampranthus microsepalus L.Bolus
- Lampranthus microstigma (L.Bolus) N.E.Br.
- Lampranthus middlemostii (L.Bolus) L.Bolus
- Lampranthus monticola (L.Bolus) L.Bolus
- Lampranthus multiradiatus (Jacq.) N.E.Br.
- Lampranthus multiseriatus (L.Bolus) N.E.Br.
- Lampranthus mutans (L.Bolus) N.E.Br.
- Lampranthus mutatus (G.D.Rowley) H.E.K.Hartmann
- Lampranthus nelii L.Bolus
- Lampranthus neostayneri L.Bolus
- Lampranthus obconicus (L.Bolus) L.Bolus
- Lampranthus occultans L.Bolus
- Lampranthus otzenianus (Dinter) Friedrich
- Lampranthus paarlensis L.Bolus
- Lampranthus palustris (L.Bolus) L.Bolus
- Lampranthus parcus N.E.Br.
- Lampranthus pauciflorus (L.Bolus) N.E.Br.
- Lampranthus paucifolius (L.Bolus) N.E.Br.
- Lampranthus peacockiae (L.Bolus) L.Bolus
- Lampranthus peersii (L.Bolus) N.E.Br.
- Lampranthus perreptans L.Bolus
- Lampranthus plautus N.E.Br.
- Lampranthus plenus (L.Bolus) L.Bolus
- Lampranthus pocockiae (L.Bolus) N.E.Br.
- Lampranthus polyanthon (Haw.) N.E.Br.
- Lampranthus praecipitatus (L.Bolus) L.Bolus
- Lampranthus productus (Haw.) N.E.Br.
- Lampranthus profundus (L.Bolus) H.E.K.Hartmann
- Lampranthus prominulus (L.Bolus) L.Bolus
- Lampranthus promontorii (L.Bolus) N.E.Br.
- Lampranthus proximus L.Bolus
- Lampranthus purpureus L.Bolus
- Lampranthus rabiesbergensis (L.Bolus) L.Bolus
- Lampranthus recurvus Schwantes
- Lampranthus reptans (Aiton) N.E.Br.
- Lampranthus roseus (Willd.) Schwantes
- Lampranthus rubroluteus (L.Bolus) L.Bolus
- Lampranthus rupestris (L.Bolus) N.E.Br.
- Lampranthus rustii (A.Berger) N.E.Br.
- Lampranthus salicola (L.Bolus) L.Bolus
- Lampranthus salteri (L.Bolus) L.Bolus
- Lampranthus saturatus (L.Bolus) N.E.Br.
- Lampranthus sauerae (L.Bolus) L.Bolus
- Lampranthus scaber (L.) N.E.Br.
- Lampranthus schlechteri (Zahlbr.) L.Bolus
- Lampranthus serpens (L.Bolus) L.Bolus
- Lampranthus sociorum (L.Bolus) N.E.Br.
- Lampranthus sparsiflorus L.Bolus
- Lampranthus spectabilis (Haw.) N.E.Br.
- Lampranthus spiniformis (Haw.) N.E.Br.
- Lampranthus staminodiosus (L.Bolus) Schwantes
- Lampranthus stanfordiae L.Bolus
- Lampranthus stayneri (L.Bolus) N.E.Br.
- Lampranthus stenopetalus (L.Bolus) N.E.Br.
- Lampranthus stenus (Haw.) N.E.Br.
- Lampranthus stephanii (Schwantes) Schwantes
- Lampranthus sternens L.Bolus
- Lampranthus stipulaceus (L.) N.E.Br.
- Lampranthus suavissimus (L.Bolus) L.Bolus
- Lampranthus subaequalis (L.Bolus) L.Bolus
- Lampranthus sublaxus L.Bolus
- Lampranthus subrotundus L.Bolus
- Lampranthus subtruncatus L.Bolus
- Lampranthus swartbergensis (L.Bolus) N.E.Br.
- Lampranthus swartkopensis Strohschn.
- Lampranthus tegens (F.Muell.) N.E.Br.
- Lampranthus tenuifolius (L.) N.E.Br.
- Lampranthus tenuis L.Bolus
- Lampranthus tulbaghensis (A.Berger) N.E.Br.
- Lampranthus turbinatus (Jacq.) N.E.Br.
- Lampranthus uniflorus (L.Bolus) L.Bolus
- Lampranthus vallis-gratiae (Schltr. & A.Berger) N.E.Br.
- Lampranthus vanheerdei L.Bolus
- Lampranthus vanputtenii (L.Bolus) N.E.Br.
- Lampranthus vanzijliae (L.Bolus) N.E.Br.
- Lampranthus variabilis (Haw.) N.E.Br.
- Lampranthus verecundus (L.Bolus) N.E.Br.
- Lampranthus vernalis (L.Bolus) L.Bolus
- Lampranthus villiersii (L.Bolus) L.Bolus
- Lampranthus violaceus (DC.) Schwantes
- Lampranthus virgatus L.Bolus
- Lampranthus walgateae L.Bolus
- Lampranthus watermeyeri (L.Bolus) N.E.Br.
- Lampranthus woodburniae (L.Bolus) N.E.Br.
- Lampranthus wordsworthiae (L.Bolus) N.E.Br.
- Lampranthus zeyheri (Salm-Dyck) N.E.Br.

Molekulargenetische Untersuchungen aus dem Jahre 2003 führten zur Überführung einiger Arten in die beiden neu aufgestellten Gattungen Phiambolia und Ruschiella.

## Nachweise

## Weiterführende Literatur
- Hugh Francis Glen: (537) Proposal to Conserve the Generic Name 2405 Lampranthus N. E. Br. (1930) against Oscularia Schwantes (1927) (Mesembryanthemaceae). In: Taxon. Band 29, Nummer 5/6, 1980, S. 693–694, (JSTOR:1220349)